# 율곡초등학교 (강원)

## 학교 동문

### 🏫 학교 개요
- 학교명: 율곡초등학교 (栗谷初等學校, Yulgok Elementary School)
- 개교일: 2000년 3월 1일
- 설립형태: 공립
- 위치: 강원특별자치도 강릉시 원대로 129
- 관할관청: 강원특별자치도강릉교육지원청
- 학생 수: 1,129명
- 교직원 수: 50명
- 교훈: “강한 체력, 열린 생각, 바른 행동으로 내 꿈을 키우자”
- 상징:
  - 교화: 개나리
  - 교목: 주목
- 홈페이지: http://www.yulgok.es.kr/위키백과+2위키백과+2위키백과+2위키백과+1위키백과+1

### 📜 학교 연혁
- 2000.03.01: 율곡초등학교 개교 (17학급 편성)
- 2000.10.02: 개교기념식 거행
- 2005.05.24: 남자배구부 창단
- 2013.02.15: 제13회 졸업식 거행 (299명 졸업, 총 졸업생 수: 2,909명)
- 2013.03.01: 43학급 편성
- 2013.03.01: 제6대 황용숭 교장 부임
- 2014.02.13: 제15회 졸업식 거행 (249명 졸업, 총 졸업생 수: 3,391명)
- 2015.03.01: 제7대 홍문기 교장 부임
- 2015.03.02: 신입생 166명 입학 (남 85명, 여 81명), 39학급 편성
- 2024.12.12: 전교회장으로 6학년 풀잎반 이지율 학생 선출